# 沖平陵
沖平陵是中国东晋末代皇帝晋恭帝司马德文的陵墓。
晋恭帝在元熙二年（420年）六月十一禅位给刘裕。次年九月，刘裕杀司马德文。十一月初七，刘裕以晋礼按帝王制度葬于沖平陵。沖平陵位于今南京市东南富贵山上。在1964年被南京博物院的考古工作者发现。陵墓为凿山筑成，墓坑填土夯实和两边山梁平齐，不另起坟。历史上多次被盗掘，考古发现残留的随葬品多是陶俑、石刻、陶瓷器。